# Johannes Fröhlings
Johannes Fröhlings (* 7. Oktober 1931 in Köln; † 16. Juni 2011 in Sint Maartenszee) war ein deutscher Diplom-Kaufmann und Banker.

## Biografie
Nach dem Abitur am Görres-Gymnasium (Düsseldorf) studierte er zunächst katholische Theologie an der  Rheinischen Friedrich-Wilhelms-Universität Bonn. Nach zwei Semestern wechselte er an die Universität zu Köln, an der er Betriebswirtschaft studierte und 1956 als Diplom-Kaufmann abschloss. Er war Mitglied der KDB Rheno-Silesia zu Düsseldorf, der KDB Ascania zu Marburg und der KDB Winfridia zu Bonn im Ring Katholischer Deutscher Burschenschaften.
Beruflich war Johannes Fröhlings zunächst beim Deutschen Sparkassen- und Giroverband in Bonn tätig, bevor er nach Düsseldorf zum Rheinischen Sparkassen- und Giroverband wechselte, dessen Präsident er von 1981 bis 1996 war. Johannes Fröhlings stritt in hohem Maße für die geschäftliche Zusammenarbeit und Kräftebündelung im Verbund der Sparkassenfinanzgruppe und leistete zudem Pionierarbeit im Bereich der europäischen Kooperation der Sparkassen, wofür er höchste Auszeichnungen im In- und Ausland erhielt.
In seiner Wahlheimat Kaarst engagierte er sich kommunalpolitisch in der Christlich Demokratischen Union Deutschlands (CDU). Er war Ratsherr und Kreistagsabgeordneter, Mitglied der Mittelstands- und Wirtschaftsvereinigung (MIT), der Christlich-Demokratischen Arbeitnehmerschaft (CDA), der Senioren-Union (SU) und des Rotary-Club Meerbusch. Zudem übernahm er während und nach seinem Studium diverse Chargen in der KDB Rheno-Silesia, der KDB Winfridia und im RKDB, dem er im Vorortsjahr 1953/54 als Ringpräsident vorstand.
Johannes Fröhlings war verheiratet und Vater von vier Töchtern.

## Auszeichnungen
- Bundesverdienstkreuz am Bande (14. September 1984)[3][4]
- Ehrenbecher der Gesellschaft Carolus[5]
- Bundesverdienstkreuz 1. Klasse (4. Juli 1991)[4]